# Manubiola
Il Manubiola è un torrente dell'Appennino parmense che scorre interamente in provincia di Parma affluente di sinistra del Taro.

## Corso del torrente
Il torrente Manubiola nasce dall'unione di due rami sorgentizi, il Manubiola di Corchia e il Manubiola di Valbona che si uniscono in prossimità della località di Bergotto. Il ramo principale: il Manubiola di Valbona nasce da un ventaglio di sorgente nell'area di crinale dominata dal M. Grotta Mora ad una quota di circa 1200 m, in prossimità del passo della Cisa. Scorrendo in un vallone boscoso in direzione nord-est viene alimentato da numerosi rii minori sino alla confluenza in destra del canale della Barcalesa che riceve nel punto in cui affianca la autostrada A15. Nel tratto successivo si mantiene all'interno del bosco parallelo all'autostrada, che nel tratto interessato passa su di un costone della sua valle, per poi piegare decisamente in direzione nord-ovest sino a bagnare Valbona, frazione di Berceto.
Dopo la confluenza con il rio San Donnino, precisamente presso Bergotto, il ramo di Valbona si unisce al ramo di Corchia che scorrendo in un vallone parallelo proviene dal Groppo delle Pietre, da qui inizia il corso del torrente prende la denominazione semplice di Manubiola e prende a scorrere in direzione sempre nord-ovest fra boschi e aree coltivate ricevendo sia in destra che in sinistra alcuni rii fra i quali si ricorda in destra il Fosso di Roccaprebalza e il rio delle Lame, confluendo infine nel fiume Taro nelle vicinanze di Ghiare di Berceto.
Il Rio Manubiola che sfocia nel Taro a Ghiare, non è da confondere con l'omonimo canale Manubiola che si origina dal Taro presso Collecchiello (in pianura).

## Regime idrologico
Il Manubiola è un torrente appenninico, della zona in prossimità del crinale dell'appennino tosco-emiliano, pertanto il suo bacino imbrifero è caratterizzato da un'elevata piovosità concentrata nel periodo autunnale e primaverile, ne consegue che il torrente è soggetto a magre pronunciate in estate e a piene improvvise e impetuose in autunno. Dalla sorgente alla foce in torrente è lungo 11.7 km per un bacino idrografico di 51 km2. La portata media alla foce è di 1.83 m3/s, mentre la portata di colmo stimata con un tempo di ritorno di 20 anni è di quasi 95 m3/s.

## Curiosità
La Val Manubiola fa parte della zona IGP del fungo porcino di Borgotaro